# South East (Botswana)
South East é um subdistrito em Botswana localizado no Distrito do Sudeste que possuía uma população estimada de 85 014 habitantes em 2011. Conta com duas cidades, Tlokweng e Ramotswa, e três vilas: Mogobane, Otse e Taung.